# John Gerard
John Gerard, detto anche John Gerarde (Nantwich, 1545 – Londra, 1612), è stato un botanico inglese.
Egli manteneva un ampio giardino di erbe a Londra. Deve la sua notorietà principalmente a una sua opera illustrata: l'Herball, or Generall Historie of Plantes (1484 pagine). Fu pubblicata per la prima volta nel 1597 e fu il più diffuso libro di botanica in lingua inglese circolante nel XVII secolo. Ad eccezione dell'aggiunta di un certo numero di piante del suo giardino e del Nordamerica, l'opera prima di Gerard è ampiamente una traduzione in lingua inglese non riconosciuta del testo originale di Rembert Dodoens, pubblicato nel 1554, che godette anch'esso di grande popolarità e fu tradotto in olandese, latino, francese e, da altri traduttori, in inglese. 
L'Herball di Gerard è ampiamente illustrato con disegni di alta qualità di piante, con xilografie dell'editore provenienti da fonti continentali, ma anche contenente una originale testata da incisione in rame di William Rogers.
Due decadi dopo la morte di Gerard, il suo Herball fu corretto e ampliato a circa 1700 pagine. Il genere botanico Gerardia (Stenandrium), appartenente alla famiglia delle Acanthaceae, prende il nome da lui.

## Biografia

### Inizi e formazione
Gerard nacque a Nantwich, Cheshire, verso la fine del 1545 e frequentò la sua prima e unica scuola a Wilcognomeon, a circa due miglia di distanza. Nulla si sa dei genitori, ma lo stemma sul suo Herball rivela come egli fosse un membro della casata dei Gerard of Ince. Verso i 17 anni di età egli divenne apprendista di Alexander Mason († 3 aprile 1574), un cerusico appartenente alla Compagnia dei barbieri e chirurghi di Londra. Mason aveva un'ampia pratica chirurgica e fu due volte Warden (supervisore) della compagnia e poi Maestro. Gerard operò bene e dopo sette anni fu ammesso alla Livery company il 9 dicembre 1569 e gli fu consentito di esercitare la pratica in proprio. Sebbene egli abbia sostenuto di aver appreso molto sulle piante dai suoi viaggi, questi pare siano stati invece piuttosto limitati. Ad esempio, si dice che in un certo periodo della sua gioventù fosse stato imbarcato come chirurgo di bordo su un mercantile che faceva la spola tra il Mare del Nord e il Mar Baltico, visto che egli cita nei suoi testi sia la Scandinavia che la Russia.

### Vita, famiglia e morte
Egli sposò Anna (o forse Agnese), che morì nel 1620 e dalla quale ebbe cinque figli, dei quali una sola gli sopravvisse, Elisabetta. Egli passò la sua intera vita a Holborn, Londra, vicino a Barnards Inn, tra Chancery Lane e Fetter Lane. Si pensa che risiedesse in un complesso di appartamenti con giardino appartenente a Lord Burghley. Dopo la sua morte, avvenuta nel febbraio del 1612, la salma venne inumata nella chiesa di St Andrews a Holborn, ma la tomba non risulta segnata.

## Vita professionale
Gerard ebbe successo nella Compagnia dei barbieri-chirurghi, divenendo membro del Consiglio di amministrazione il 19 giugno 1595 (nonostante fosse stato accusato di aver diffamato la moglie di un collega nel 1578), esaminatore di candidati per l'ammissione alla Compagnia il 15 gennaio 1598 e supervisore junior nell'agosto 1597, essendo Maestro George Baker. A seguito di un'ulteriore controversia con un supervisore senior, egli si dimise dalla carica il 26 settembre 1605 ma il 17 agosto 1607 fu eletto Maestro della Compagnia.
Mentre studiava, egli curava il giardino del complesso di abitazioni a Holborn, al quale fa riferimento spesso nelle sue opere e successivamente pubblicò un catalogo delle piante che vi crescevano. Questo divenne popolare ed egli ricevette in dono semi e piante da tutto il mondo. Ricevette anche offerte per supervisionare giardini di nobili. Nel 1577 cominciò il lavoro di sovrintendente ai giardini di William Cecil, I barone Burghley (Lord Burghley, Lord gran tesoriere della Regina) allo Strand e Theobalds, Hertfordshire, un incarico che tenne per più di vent'anni. Nel 1586 il Real Collegio dei medici realizzò un giardino fisico con Gerard come curatore, una posizione che tenne fino al 1604.
Nel 1595, quando fu nominato alla Corte degli Assistenti, egli aveva consolidato una reputazione come erborista capace e spendeva parecchio tempo andando dalla Corte al giardino, che egli aveva posto vicino al suo cottage nella periferia di Holborn, oltre a ottemperare ai suoi doveri nei confronti di Lord Burghley. 
È stato scritto che la regina Elisabetta tenesse in grande considerazione i suoi risultati. Nel 1604 gli fu concesso l'affitto di un giardino contiguo a Somerset House da parte di Anna di Danimarca, regina consorte di Giacomo I d'Inghilterra, ma l'anno successivo lo cedette a Robert Cecil, I conte di Salisbury, secondo figlio di Lord Burghley. 
Secondo Anna Pavord, Gerard era un uomo di azione, non un pensatore e un botanico, né uno studioso. Deborah Harkness fa notare che Gerard in quei tempi non faceva parte della comunità dei naturalisti di Lime Street. (I "naturalisti di Lime Street" erano un gruppo di naturalisti, compresi botanici e farmacisti, che abitavano nei pressi della via da cui il gruppo prese il nome, che intrattenevano una corrispondenza fra loro stessi e con naturalisti di tutta Europa.). Il suo, in qualche modo difettoso (secondo la prospettiva di qualche suo contemporaneo) Herball è dedicato a Burghley.
Egli si circondava di amici e contatti influenti, tra i quali Lancelot Browne, George Baker e i farmacisti James Garrett, Hugh Morgan e Richard Garth. Garrett era un ugonotto che viveva e lavorava a Londra vicino a Lobel. Molti di loro aveano un bel giardino. Garth, che descrisse Gerard come «…un devoto gentiluomo e uno che si dilettava molto di strane piante» aveva contatti con il Sudamerica, da dove importava rarità botaniche. Egli scambiava piante anche con Clusius ed era in contatto con un certo capitano Nicolas Cleet della Turky Company, dal quale otteneva campioni botanici del Medio Oriente. Egli avrebbe conosciuto inoltre altri collezionisti e vivaisti quali Richard Pointer di Twickenham, Master Fowle e il Maestro Huggens, curatore del giardino ad Hampton Court. Il suo domestico William Marshall viaggiò nel Mediterraneo per suo conto e Robin, botanico del re di Francia, gli inviava dei semi.

## Opere

### Catalogo delle Piante1596
Nel 1596 Gerard pubblicò il suo Catalogo (Catalogus arborum, fruticum, ac plantarum tam indigenarum, quam exoticarum, in horto Johannis Gerardi civis et chirurgi Londinensis nascentium), un elenco di piante rare (1039 differenti tipi di piante), che egli aveva coltivato nel suo giardino di Holborn, dove aveva introdotto piante esotiche dal Nuovo Mondo, compresa una che egli erroneamente identificò come Yucca.
La Yucca non fiorì durante la vita di Gerard, ma un semino tratto dalla sua pianta fiorì successivamente: da quel giorno la Yucca porta il nome che le aveva dato Gerard. Quest'elenco fu il primo catalogo di questo tipo mai pubblicato. La sola copia nota si trova nella collezione di Hans Sloane presso la British Library. Il botanico fiammingo Lobel (Mathias de Lobel o Lobelius) scrisse l'introduzione al testo. 
Il chirurgo George Baker descrive questo giardino nella sua prefazione all'Herball come segue:
(George Baker)
Un'edizione riveduta fu pubblicata nel 1599 da John Norton, il tipografo della regina, allora in inglese e in latino, in opposte colonne.

### Herball1597
L'editore John Norton, avvicinò Gerard proponendogli una traduzione in inglese del popolare erbario di Dodoens Stirpium historiae pemptades sex (1583).
Questa era la versione in lingua latina di una precedente opera in lingua fiamminga di Dodoens, il suo Cruydeboeck (Libro delle erbe), che era già stata tradotta in inglese nel 1578 da Henry Lyte con il titolo A Niewe Herball (Un nuovo erbario) e che si era dimostrata molto popolare. Gerard non fu la prima scelta di Norton, essendo stata commissionata la traduzione dal dott. Robert Priest, un membro del Reale Collegio dei medici-Londra che era deceduto da poco.
Sebbene Gerard avesse riconosciuto il ruolo di Priest, egli riteneva che fosse deceduto prima di iniziare l'opera. Come curatore del giardino del College, egli avrebbe avuto una conoscenza abituale con Priest e la sua opera. Il libro completo pare incorporare molto del lavoro di Priest, unitamente al proprio completamento del testo in forma di note dal proprio giardino e per un primo tempo, su qualche pianta nordamericana.
Per esempio, la prima descrizione della patata in Inghilterra comparve nella sua opera, sebbene egli credesse erroneamente che provenisse dalla Virginia invece che dal Sudamerica.
Egli quindi incorporò come ancora inedito il materiale del suo amico, quello di Lobel e anche quello di Clusius e riorganizzò il lavoro per seguire più strettamente e utilizzare lo schema di Lobel del suo Stirpium adversaria nova del 1570.
Si ritiene che ciò fosse stato fatto allo scopo di mascherare la fonte originale.
Nella prefazione (To the courteous and well-willing Readers = Ai cortesi lettori di buona volontà), Gerard riconobbe gli sforzi di Priest, ma sostenne che l'opera fosse sua propria:
(John Gerard)
Ciò condusse Gerard all'accusa di plagio e anche di essere un furfante. Questa opera, pubblicata nel 1597, fu la sua Great Herball, or, Generall Historie of Plantes. Questa edizione riutilizzò centinaia di matrici in legno dai Kräuterbuch o Eicones Plantarum seu stirpium di Jacobus Theodorus Tabernaemontanus (Francoforte sul Meno, 1590), che essi stessi avevano riutilizzato dai libri di botanica dei primi anni del XVI secolo di Pietro Andrea Mattioli, Rembert Dodoens, Carolus Clusius e Lobel. 
La mancanza di preparazione scientifica e di cognizioni lo condusse spesso a includere materiale sbagliato, folcloristico o mitico, come l'albero dei cirripedia, che avrebbe prodotto oche.
Ciò non di meno l'opera, che comprende più di 1000 piante in 167 capitoli, rimase popolare, fornendo in lingua inglese molte informazioni sui nomi, abitudini e usi (vertues) di molte piante conosciute o rare. A quei tempi essa fu considerata la migliore e la più esauriente opera di questo genere e uno standard di riferimento per un certo tempo.

### Controversie sulle pubblicazioni
Oggigiorno gli esperti non sono d'accordo su quanto fosse originale l'Herball di Gerard. Garret ebbe l'occasione di visitare la tipografia di Norton, ove scoprì le bozze dell'Herball e mise in guardia i Norton sia sugli errori che egli aveva scoperto nelle prove, sia sull'inserimento di parte del materiale di Lobel nel nuovo libro di Gerard. Questa vicenda è narrata da Lobel nel suo Stirpium illustrationes del 1655, ove accusa Gerard di plagio.
 Sebbene essi non fossero coinvolti nel plagio, i Norton, temendo errori nel libro che era ritenuto una guida di riferimento esperta, chiesero la consulenza di Lobel, come esperto di piante riconosciuto in tutto il mondo (e che come amico di Gerard aveva involontariamente contribuito al suo lavoro), per verificare la traduzione, sistemare le illustrazioni non ben collocate e correggere gli errori nel testo. Quando Gerard venne a conoscenza degli sforzi di Lobel, lo ignorò. Sebbene Gerard fosse un esperto collezionista di piante, a differenza di Lobel, mancava di cultura di base, com'è evidente nella sua dedica a Burghley, dove dipinge sé stesso come un giardiniere.
Gerard ignorò le critiche di Lobel come dovute alla sua scarsa famigliarità con la lingua inglese. Norton decise di procedere alla pubblicazione nonostante queste difficoltà. Egli decise inoltre di non utilizzare le illustrazioni originali di Dodoen, poiché ciò avrebbe rivelato la reale provenienza del materiale, ma prese in affitto le matrici in legno da Nicolaus Bassaeus a Francoforte, circa 1800 in tutto, di cui solo 16 originali. Comunque Gerard si trovò in difficoltà nell'adattarle al testo e spesso diede loro una didascalia errata.

## Pubblicazioni scelte
- (EN) John Gerard, A catalogue of plants cultivated in the garden of John Gerard, in the years 1596-1599 /edited with notes, references to Gerard's Herball, the addition of modern names, and a life of the author, by Benjamin Daydon Jackson, 2ª ed., Londra, Benjamin Daydon Jackson, 1876.
- John Gerard, The Herball or Generall Historie of Plantes, 1ª ed., Londra, John Norton, 1597. (Internet Archive version: also here[collegamento interrotto] at Botanicus and here at Biodiversity Heritage Library)
  - Index p. 1392
- (EN) John Gerard, The Herbal Or General History of Plants, originalmente pubblicato da Adam Islip, Joice Norton e Richard Whitakers a Londra, 2ª ed., New York, Thomas Johnson, 2015, ISBN 978-1-60660-080-1.
  - Index p. 1633
- (EN) John Gerard, The Herball, or Generall Historie of Plantes, gathered by John Gerarde, Master in Chirurgerie. Very much enlarged and amended by Thomas Johnson, Citizen and Apothecarye, a cura di Thomas Johnson, 3ª ed., Londra, Adam Islip, Joice Norton and Richard Whitakers, 1636.
  - Index p. 1678

## Eredità
Dopo la morte di Gerard, avvenuta nel 1612, un'edizione ampliata e corretta dell'Herball fu data alle stampe nel 1633 e ristampata come terza edizione nel 1636. Queste edizioni furono effettuate da Thomas Johnson, un farmacista e botanico che viveva a Londra, su commissione degli eredi del patrimonio di John Gerard. Le sue edizioni contenevano molte correzioni e nuove informazioni basate su osservazioni empiriche. Egli aggiunse 800 nuove specie e 700 figure. Attraverso commenti aneddotici, Johnson prese accuratamente le distanze dall'opera originale. I disegni di piante nelle edizioni del 1633 e 1636 usarono centinaia di matrici in legno originalmente preparate per un'edizione dell'erbario originale di Rembert Dodoens, che fu alla base dell'opera di Gerard. Le matrici furono spedite via mare da Anversa a questo scopo.
Le revisioni di Johnson sono le versioni più note e quelle cui la maggior parte degli autori più tardi farà riferimento, talvolta denominate Gerard emaculatus (anche: Gerardus Emaculatus e Ger. emac.) (Gerard freed from blemishes). 
Gerard può essere considerato uno dei fondatori della botanica in lingua inglese, ma egli non era molto istruito, era più interessato all'erboristeria, alla chirurgia e alle proprietà medicinali delle piante piuttosto che alla teoria della botanica e non era particolarmente degno di nota come botanico in termini di conoscenze tecniche del suo tempo, secondo i suoi critici. Fra questi c'era John Ray, che commentava che nonostante che il libro fosse un testo botanico standard nel XVII secolo, era l'opera di un ignorante e che mancando della conoscenza di qualsiasi lingua straniera, egli non poteva aver tradotto l'opera. Poiché comunque si trattava di un libro pratico utile, corredato da utili disegni di piante, e poiché Gerard aveva un modo di scrivere scorrevole, il suo Herball fu popolare presso la gente d'istruzione ordinaria nell'Inghilterra del XVII secolo. Benché fosse noto fra gli studiosi che si trattava di un'opera "pirata", con molti limiti, a quel tempo è evidente che il libro rimase di uso corrente anche all'inizio del XIX secolo. Agnes Arber narra la storia di un uomo nato nel 1842 che ricordava che nella sua infanzia c'era una donna che usava l'Herball per preparare i cibi per i vicini di casa.
Nonostante alcuni limiti negli sforzi di Gerard, Linneo gli rese onore dando il nome Gerardia a un genere di piante. Molte piante velenose citate nelle opere di Shakespeare fanno riferimento all'Herball di Gerard. Un ulteriore valore è stato posto nell'Herball dagli studenti di letteratura. Per esempio, le erbe che provocano il sonno apparentemente mortale di Giulietta o Cimbelino può riferirsi alle solanaceae del genere Mandragora o Doronicum, entrambe elencate e descritte nell'Herball. Lo storico Mark Griffiths suggerisce che l'immagine dello sconosciuto sul titolo di prima pagina dell'Herball sia in effetti lo stesso Shakespeare.
L'arte di descrivere il mondo naturale attraverso l'osservazione diretta divide gli studiosi rinascimentali dai loro predecessori medievali, che erano acriticamente legati ai testi antichi.
Le prime opere di storia naturale stampate nel Rinascimento si dividono in due categorie:
- Edizioni di antichi testi recuperati, tradotti e corretti
- Erbari basati su conoscenze empiriche dei primi botanici

Sebbene Francesco Bacone raccomandasse il pensiero induttivo basato sull'osservazione o descrizione (empirismo) come via per capire e descrivere il mondo della natura, i primi erbari stampati del Rinascimento erano adattamenti poco modificati di opere dei predecessori medievali. In generale questi in qualche modo ascientifici primi scienziati si confrontavano elencando piante e occasionalmente altre cose come animali e minerali e mettendo in evidenza il loro utilizzo taumaturgico.
John Gerard operò nella prima ondata di studiosi di storia naturale rinascimentali, che cercavano di sistematizzarla mantenendo i risultati delle opere degli antichi. La base dell'Herball, come quella di Dodoens e di altri erbalisti era il De Materia Medica di Dioscoride, un antico scrittore greco le cui opere erano considerate un testo definitivo, come le opere dei contemporanei di Gerard, i botanici tedeschi Leonhart Fuchs, dal quale prende il nome la Fuchsia, e Lobel, dal quale prende il nome la Lobelia (dal suo nome latino Lobelius). Sia Fuchs che Lobel furono botanici degli inizi che lavoravano empiricamente sulle piante. Essi erano ben istruiti, come erano altri membri della Lime Street community nella Città di Londra.

### Libri e riviste
- (EN) Agnes Arber, Herbals: their origin and evolution. A chapter in the history of botany, 1470-1670, 2ª ed., Cambridge University Press, 1938, ISBN 978-1-108-01671-1.
- (EN) HM Barlow, English herbals, in British Medical Journal, vol. 1, n. 2724, 15 marzo 1913.
- Horace Mallinson Barlow, Old English herbals 1525-1640, Londra, John Bale, Sons & Danielsson, 1913.
- (EN) Mark Brown, Shakespeare: writer claims discovery of only portrait made during his lifetime, The Guardian, 19 maggio 2015. URL consultato il 22 aprile 2016.
- (LA) Remberti Dodonaei, Crvydboeck, Anversa, Plantini, 1583.
- (EN) Deborah E. Harkness, The Jewel house of art and nature: Elizabethan Londra and the social foundations of the scientific revolution, New Haven, Yale University Press, 2007, ISBN 978-0-300-11196-5. (vedi anche The Jewel House)
- (EN) F.D. Hoeniger e J.F.M. Hoeniger, The Growth of Natural History in Stuart England: From Gerard to the Royal Society, Charlottesville, Folger Books, 1969, ISBN 978-0-918016-14-0.
- (EN) Robert Theodore Gunther, Early British botanists and their gardens, based on unpublished writings of Goodyer, Tradescant, and others, Oxford University Press, 1922.
- (EN) Edwin Lankester, The Correspondence of John Ray: Consisting of Selections from the Philosophical Letters Published by Dr. Derham, and Original Letters of John Ray in the Collection of the British Museum, Londra, Ray Society, 1848. (anche here in Biodiversity Heritage Library)
- (EN) Matthias de l'Obel, Stirpium adversaria nova, Londra, Thomae Purfoetii, 1571.
- (LA) Matthias de l'Obel, Botanographic Regii eximii Stirpium illustrationes : plurimas elaborantes inauditas plantas, subreptitiis Joh: Parkinsoni rapsodiis (ex codice MS insalutato) sparsim gravatae. Ejusdem adjecta sunt ad calcem Theatri botanici Auaptnuala, Accurante Guil: How, Anglo., Londra, Tho. Warren, 1655.
- (EN) Brian W. Ogilvie, The Science of Describing: Natural History in Renaissance Europe, Chicago, University of Chicago Press, 2006, ISBN 978-0-226-62086-2.
- (EN) Anna Pavord, The naming of names the search for order in the world of plants., New York, Bloomsbury, 2005, ISBN 978-1-59691-965-5.
- (EN) Charles E. Raven, John Ray, naturalist: his life and works, 2ª ed., Cambridge [England], Cambridge University Press, 1950, ISBN 978-0-521-31083-3.
- (EN) Charles E. Raven, English naturalists from Neckham to Ray: a study of the making if the modern world, Cambridge, Cambridge University Press, 1947, ISBN 978-1-108-01634-6.
- Marja Smolenaars, Gerard, John, Oxford Dictionary of National Biography (ed. online), 2008, Oxford University Press.
- (EN) W.F. Vande Walle, Dodonæus in Japan: translation and the scientific mind in the Tokugawa period, Leuven, Leuven University Press, 2001, ISBN 978-90-5867-179-0.
- (EN) Edward Tabor, Plant Poisons in Shakespeare, in Economic Botany, vol. 24, n. 1, 1º gennaio 1970,  pp. 81-94, DOI:10.1007/bf02860641.
- (EN) Roger Thompson, Some newly discovered letters of John Ray, in Journal of the Society for the Bibliography of Natural History, vol. 7, n. 1, luglio 1974,  pp. 111-123, DOI:10.3366/jsbnh.1974.7.1.111.
- (EN) S.M. Walters, The shaping of Cambridge botany: a short history of whole-plant botany in Cambridge from the time of Ray into the present century, Cambridge University Press, 1981, ISBN 978-0-521-23795-6.
- (EN) Sidney Young, The annals of the barber-surgeons of Londra, Londra, Blades, East & Blades, 1890.

### Enciclopedie
- (EN) Encyclopædia Britannica, John Gerard: English herbalist and author, su britannica.com. URL consultato il 1º novembre 2016.
- (EN) Encyclopædia Britannica, Gerard, John, su Wikisource, vol. 11, 1911. URL consultato il 1º novembre 2016.
- (EN) James Grout, John Gerard, su Encyclopaedia Romana, University of Chicago, 2016. URL consultato il 3 novembre 2016.
- (EN) Penny Cyclopedia, The Penny Cyclopaedia of the Society for the Diffusion of Useful Knowledge, Londra, Charles Knight, 1828–1843.
  - (EN) Penny Cyclopaedia vol. V Blois–Buffalo, 1836.